# Titlurile sfinților în Biserica Ortodoxă
În Biserica Ortodoxă există diferite titluri care sunt atribuite sfinților în limbajul bisericesc și liturgic, cu care aceștia sunt pomeniți în calendarul bisericesc și la Sfintele Slujbe. 

## Titluri specifice
Lista de mai jos explică termenii folosiți:
- Cuvios sau Cuvioasă: un Sfânt monah. De exemplu: Sfântul Cuvios Ioan Scărarul.
- Cuvios Mucenic: un Sfânt monah care a fost martirizat. De exemplu: Sfântul Cuvios Mucenic Anastasie Persul.
- Doctor fără de arginți: un Sfânt care a făcut vindecări, dar a refuzat să fie plătit pentru acestea. De exemplu: Sfinții Doctori fără de arginți Cosma și Damian.
- Drept: o persoană sfântă din timpul Vechiului Legământ (Israelul Vechiului Testament), uneori termenul este folosit și pentru unii sfinți căsătoriți din Biserica creștină (a Noului Legământ).
- Dreptcredincios sau Binecredincios: se folosește mai ales pentru conducătorii politici (domni, prinți, regi, împărați) canonizați. Ex. Binecredinciosul Voievod Ștefan cel Mare și Sfânt.
- Făcător de minuni sau Taumaturg: un Sfânt cunoscut pentru facerea de minuni (fie din timpul vieții, fie după moarte). De exemplu: Sfântul Nectarie Taumaturgul
- Fericit: este un apelativ folosit uneori pentru Sfinții a căror operă teologică nu întrunește integral acordul Bisericii, precum Fericitul Augustin de Hippona. (Distincția de sorginte romano-catolică între Sfinți (sancti) și Fericiți (beati) nu se face însă cu rigurozitate în Biserica Ortodoxă, asfel că apelativele de Sfânt și Fericit tind să fie considerate echivalente și să fie folosite alternativ (ex: Sfântul/Fericitul Ieronim). - Comentariu, nota: sensul este inversat - in ortodoxie se face distinctia clara intre sfant si fericit).
- Gură de Aur sau Hrisostom: este apelativul-epitet acordat exclusiv Sfântului Ioan Gură de Aur pentru deosebitele sale capacități oratorice și scriitoricești puse în slujba credinței.
- Iconograf sau făcător de icoane este un Sfânt care s-a făcut cunoscut (și) prin pictarea de icoane. De exemplu: Sfântul Andrei Rubliov iconograful.
- Izvorâtor de Mir: un Sfânt ale cărui moaște emană un undelemn cu miros bun (dulce) și adesea făcător de minuni. Ex. Sf. Dimitrie Izvorâtorul de Mir.
- Înaintemergătorul (în gr.: Prodromos): este un titlu atribuit exclusiv Sfântului Ioan Botezătorul, cel care a pregătit venirea Domnului Iisus Hristos.
- Întâiul chemat : este un apelativ folosit pentru Sfântul Apostol Andrei, deoarece a fost primul care a fost chemat la apostolie de Mântuitorul Hristos.
- Întocmai cu Apostolii: un Sfânt sau Sfântă a cărui (cărei) lucrare a contribuit la întemeierea vieții Bisericii, fie prin lucrare misionară directă sau prin susținerea rolului Bisericii în societate. Ex: Sf. Mironosiță Întocmai cu Apostolii Maria Magdalena. Se adaugă mai ales Sfinților de rang împărătesc.
- Luminătorul X (nume de țară): Sfântul care a adus cel dintâi credința unui popor sau regiune, sau care a avut o lucrare de evanghelizare importantă în acel loc. Ex: Sf. Grigorie Luminătorul Armeniei. Uneori, aceștia mai primesc și numele de apostoli ai popoarelor pe care le-au adus la credință.
- cel Mare: este un apelativ atribuit Sfinților a căror lucrare a fost deosebit de importantă pentru Biserica Ortodoxă, precum Sfântul Antonie cel Mare (ca unul din întemeietorii monahismului) sau Sf. Atanasie cel Mare, cunoscut pentru scrierile sale de apărare a Ortodoxiei împotriva arienilor.
- Mărturisitor: este Sfântul care a suferit pentru credință, dar nu a suferit moartea mucenicească. De exemplu: Sf. Maxim Mărturisitorul
- Melod, imnograf sau făcător de cântări: este un Sfânt cunoscut pentru faptul că a alcătuit mai multe cântări bisericești. De exemplu: Sfântul Roman Melodul.
- Milostivul sau cel Milostiv: un Sfânt cunoscut pentru lucrarea sa filantropică, în special pentru mila față de săraci. De exemplu: Sfântul Ioan cel Milostiv, arhiepiscopul Alexandriei (12 noiembrie)
- Mironosiță sau de Mir purtătoare: se spune despre femeile care au fost prezente la Patimile Mântuitorului și care au mers la mormânt ca să ungă trupul lui Iisus cu miresme. De exemplu: Sfânta Mironosiță Maria lui Cleopa.
- Mucenic: un Sfânt care a murit pentru credință. De exemplu: Sfântul Mare Mucenic Mina.
  - Întâiul Mucenic: primul mucenic dintr-o anumită regiune (in cazul Sfântului Mucenic și Arhidiacon Ștefan, acesta este întâiul mucenic al întregii Biserici).
  - Mare Mucenic: un Sfânt care a suferit chinuri (torturi) și moarte pentru credința în Hristos, și a cărui pătimire lui a fost mai deosebită.
  - Nou Mucenic: un mucenic din vremuri mai recente care, adesea, poartă același nume cu unul din vechime. De exemplu: Sfântul Noul Mucenic Ioan Valahul. Se spune mai ales despre sfinții mucenici din vremea turcocrației sau de cei martirizați pe vremea comunismului în Rusia și în alte părți.
    - A se vedea articolul întreg la Noii Mucenici.

  - cel Nou se spune despre orice Sfinți de dată mai recentă care poartă același nume cu alții de mai demult, și deci pentru a-i deosebi.
  - Sfințit Mucenic: (Hieromartyr) un mucenic care era și cleric. Ex. Sf. Sfințit Mucenic Policarp de Smirna.
  - Muceniță fecioară: o Sfântă muceniță necăsătorită care a trăit în curăție (dar care nu a fost monahie). Ex: Sf. Muceniță Lucia fecioara
- Nebun pentru Hristos: un Sfânt cunoscut pentru aparenta, dar în fapt sfânta sa nebunie. Ex: Sf. Andrei cel nebun pentru Hristos.
- Patriarh: se folosește cu două sensuri distincte: pentru Sfinții ierarhi ortodocși de rang patriarhal, dar și pentru unii dintre drepții Vechiului Testament, precum Patriarhul Avraam.
- Purtător de chinuri: un sfânt care și-a înfruntat moartea într-un mod asemănător cu Hristos. Ex. Sf. Mare Mucenic Pantelimon.
- Purtător de Dumnezeu sau Teofor: un Sfânt care Îl poartă pe Dumnezeu în el și care are inima aprinsă de iubirea Lui. Ex: Sf. Ignatie Teoforul [1].
- Purtător de biruință: titlu ce poate fi atribuit atribuit unui Sfânt militar care a dat dovadă în timpul vieții de un mare curaj și care a fost cinstit în mod particular de credincioși ca ajutător în războaie. Ex: Sf. Mare Mucenic Gheorghe, purtătorul de biruință.
- Sfințit este un apelativ folosit pentru toți sfinții clerici.
- Stâlpnic: un Sfânt cuvios care s-a nevoit cel puțin o parte din viața sa locuind în vârful unei coloane, fără nici un fel de acoperiș. Ex. Sfântul Simeon Stâlpnicul.
- Teolog: un Sfânt a cărui învățătură despre Dumnezeu și cunoaștere a lui Dumnezeu au fost considerate ca excepțional de importante pentru Biserica creștină. Doar trei Sfinți poartă numele de Teolog în Biserica Ortodoxă: Sfântul Apostol și Evanghelist Ioan Teologul, Sfântul Grigorie Teologul și Sfântul Simeon Noul Teolog.

## Apelative pentru Maica Domnului
Maica Domnului este numită în Biserica Ortodoxă: Preasfânta, Preacurata, Prea Binecuvântata, slăvita stăpâna noastră, de Dumnezeu Născătoarea și Pururea Fecioara Maria. Întreaga titulatură este explicată în articolul dedicat Ei.

## Alte apelative
Alte apelative folosite pentru Sfinți vizează :
1. rolul lor în Biserică și/sau în societate: prooroc, apostol, evanghelist, episcop/ierarh, preot, (arhi)diacon, împărat/împărăteasă, doctor/doctoriță, filosof, ostaș etc. 
  - a se vedea și articolul principal despre Sfinți,
2. modul de viață care le-a fost definitoriu (ex: pustnic sau sihastru; postitor; zăvorât - care se încuia într-o chilie [2]); asceții în aer liber erau: stâlpnicii (stiliții), care se nevoiau sus pe stâlpi; dendriții, care trăiau în arbori (exemple de sfinți dendriți: Sf. David din Tesalonic, Sf. Maro Dendritul, Sf. Avramie din Sinai); păscătorii, care nu aveau domiciliu fix, trăiau pe dealuri și se hrăneau cu fructe și ierburi sălbatice; staționarii rămâneau în picioare în aer liber [3]).
3. locul de proveniență : Sf. Isidor Pelusiotul, Isaac Sirul, Andrei Cretanul sau Criteanul) sau
4. o lucrare pentru care este cunoscut (Sf. Ioan Scărarul, autorul lucrării omonime sau Sfântul Grigorie Dialogul, autor al unor Dialoguri celebre) etc.

## Prescurtări
În calendarul bisericesc se întâlnesc și unele prescurtări ale acestor titluri și apelative, după cum urmează:
- Apostol: Ap.
- Arhanghel: Arh.
- Arhiepiscop: Arhiep.
- Cuvios: Cuv.
- Episcop: Ep.
- Ierarh: Ier.
- Mărturisitor: Mărt.
- Mucenic: Mc.
- Mare Mucenic: M. Mc.
- Patriarh: Patr.
- Proroc: Pr. (n.b.: această prescurtare se folosește doar în calendar. În scrisul comun, "pr." este prescurtarea pentru cuvântul "preot")